# Sorry (canción de Halsey)
«Sorry» —en español: «Lo siento»— es una canción del álbum Hopeless Fountain Kingdom de la artista estadounidense Halsey. A pesar de no ser sencillo Halsey grabó un vídeo musical especial para sus fanes. Fue escrito por Halsey y Greg Kurstin, este último también produce la canción. La canción es una balada downtempo donde se disculpa con sus amantes potenciales por no permitirles acercarse a ella.

## Vídeo musical
El video musical de la canción fue dirigido por Sing J Lee y Halsey y fue lanzado el 2 de febrero de 2018. El video comienza con la cantante con heridas en la cara después de un accidente automovilístico desde el final de "Now Or Never", comienza a caminar en una calle en llamas con cadáveres y vehículos abandonados en todas partes. El video fue filmado como un one-shot.